# Supercopa de España femenina de fútbol sala
La Supercopa de España de fútbol sala es un torneo organizado por el Comité Nacional de Fútbol Sala de la Real Federación Española de Fútbol que enfrenta al campeón de la Primera División de fútbol sala femenino y al campeón de la Copa de España. El Atlético Madrid Navalcarnero es el equipo que más veces ha logrado ganarla, con 8 títulos.
Desde su inauguración en 2003, hasta la temporada 2021-22, el trofeo se disputaba cada año a finales de agosto; a partir de la temporada 2022-23, se disputa a principios de febrero.

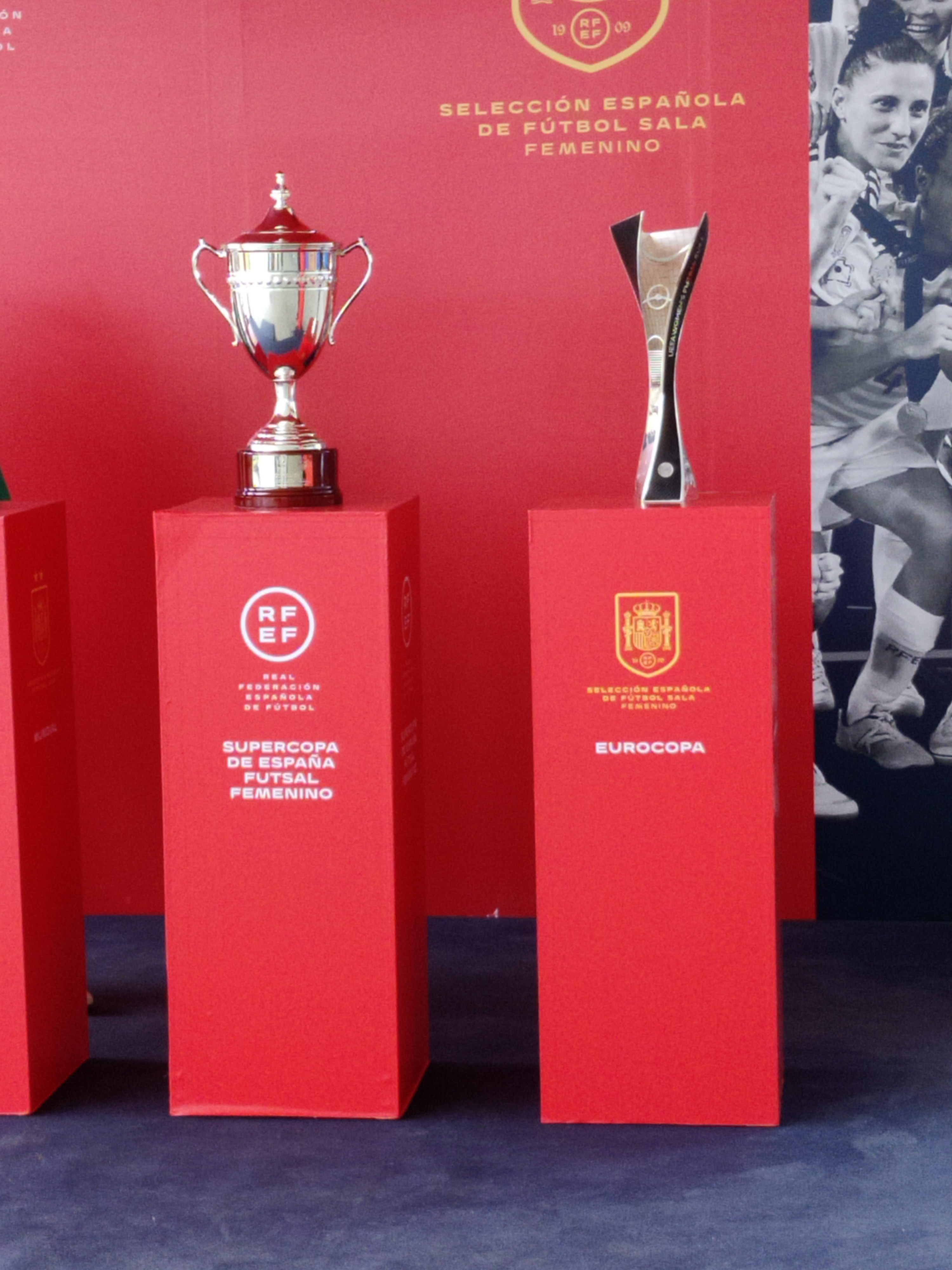
Trofeo

## Sistema de competición
La Supercopa se disputa por eliminación directa a partido único.

## Historial
| Ed.   | Temporada | Campeón                           | Res.     | Subcampeón                        | Sede                  | Nota(s)                         |
| ----- | --------- | --------------------------------- | -------- | --------------------------------- | --------------------- | ------------------------------- |
| I     | 2003-04   | Femesala Elche                    | 6–2      | F. S. F. UCAM Murcia              | Torrevieja            |                                 |
| II    | 2004-05   | Femesala Elche                    | 4–3      | F. S. F. UCAM Murcia              | Murcia                |                                 |
| III   | 2005-06   | F. S. F. UCAM Murcia              | 9–8      | Femesala Elche                    |                       | Formato ida y vuelta (8-4, 1-4) |
| IV    | 2006-07   | F. S. F. Móstoles                 | 7–5      | A. D. Teldeportivo                | Castellón de la Plana | [ 3 ] [ 4 ]                     |
| V     | 2007-08   | Femesala Elche                    | 7–5      | C. D. Futsi Atlético Navalcarnero | Benicarló             | [ 5 ]                           |
| VI    | 2008-09   | C. D. Futsi Atlético Navalcarnero | 2–1      | Femesala Elche                    | Segovia               | [ 6 ] [ 7 ]                     |
| VII   | 2009-10   | Deportivo Córdoba F. S.           | 3–1      | C. D. Futsi Atlético Navalcarnero | Puertollano           | [ 8 ] [ 9 ]                     |
| VIII  | 2010-11   | F. S. F. Móstoles                 | 2-1      | Deportivo Córdoba F. S.           | Guadalajara (España)  | [ 10 ]                          |
| IX    | 2011-12   | Ourense C. F.                     | 4–1      | F. S. F. Móstoles                 | Torrejón de Ardoz     | [ 11 ] [ 12 ]                   |
| X     | 2012-13   | C. D. Futsi Atlético Navalcarnero | 3-0      | F. S. F. Móstoles                 | La Coruña             | [ 13 ] [ 14 ]                   |
| XI    | 2013-14   | C. D. Futsi Atlético Navalcarnero | 5–3      | C. D. Burela F. S.                |                       | Formato ida y vuelta (5-1, 0-2) |
| XII   | 2014-15   | C. D. Futsi Atlético Navalcarnero | 4–3      | A. D. Alcorcón F. S. F.           | Majadahonda           | [ 18 ] [ 19 ]                   |
| XIII  | 2015-16   | C. D. Burela F. S.                | 6–6 (v.) | C. D. Futsi Atlético Navalcarnero |                       | Formato ida y vuelta (2-2, 4-4) |
| XIV   | 2016-17   | C. D. Futsi Atlético Navalcarnero | 7–1      | C. D. Burela F. S.                |                       | Formato ida y vuelta (3-1, 4-0) |
| XV    | 2017-18   | C. D. Futsi Atlético Navalcarnero | 7–5      | Ourense C. F.                     |                       | Formato ida y vuelta (5-3, 2-2) |
| XVI   | 2018-19   | C. D. Futsi Atlético Navalcarnero | 8–3      | Roldán F. S. F.                   |                       | Formato ida y vuelta (6-1, 2-2) |
| XVII  | 2019-20   | C. D. Burela F. S.                | 6–2      | C. D. Futsi Atlético Navalcarnero | Las Rozas de Madrid   | [ 31 ] [ 32 ]                   |
| XVIII | 2020-21   | C. D. Burela F. S.                | 2–0      | Poio F. S.                        | Burela                |                                 |
| XIX   | 2021-22   | C. D. Burela F. S.                | 2–1      | C. D. Futsi Atlético Navalcarnero | Jerez de la Frontera  |                                 |
| XX    | 2022-23   | C. D. Burela F. S.                | 4–1      | Torreblanca Melilla CF            | Burela                | Formato de semifinales y final  |
| XXI   | 2023-24   | C. D. Burela F. S.                | 1–0      | Poio F. S.                        | Torremolinos          | Formato de semifinales y final  |
| XXII  | 2024-25   | C. D. Futsi Atlético Navalcarnero | 2-1      | Torreblanca Melilla CF            | Móstoles              | Formato de semifinales y final  |

### Trofeo en propiedad

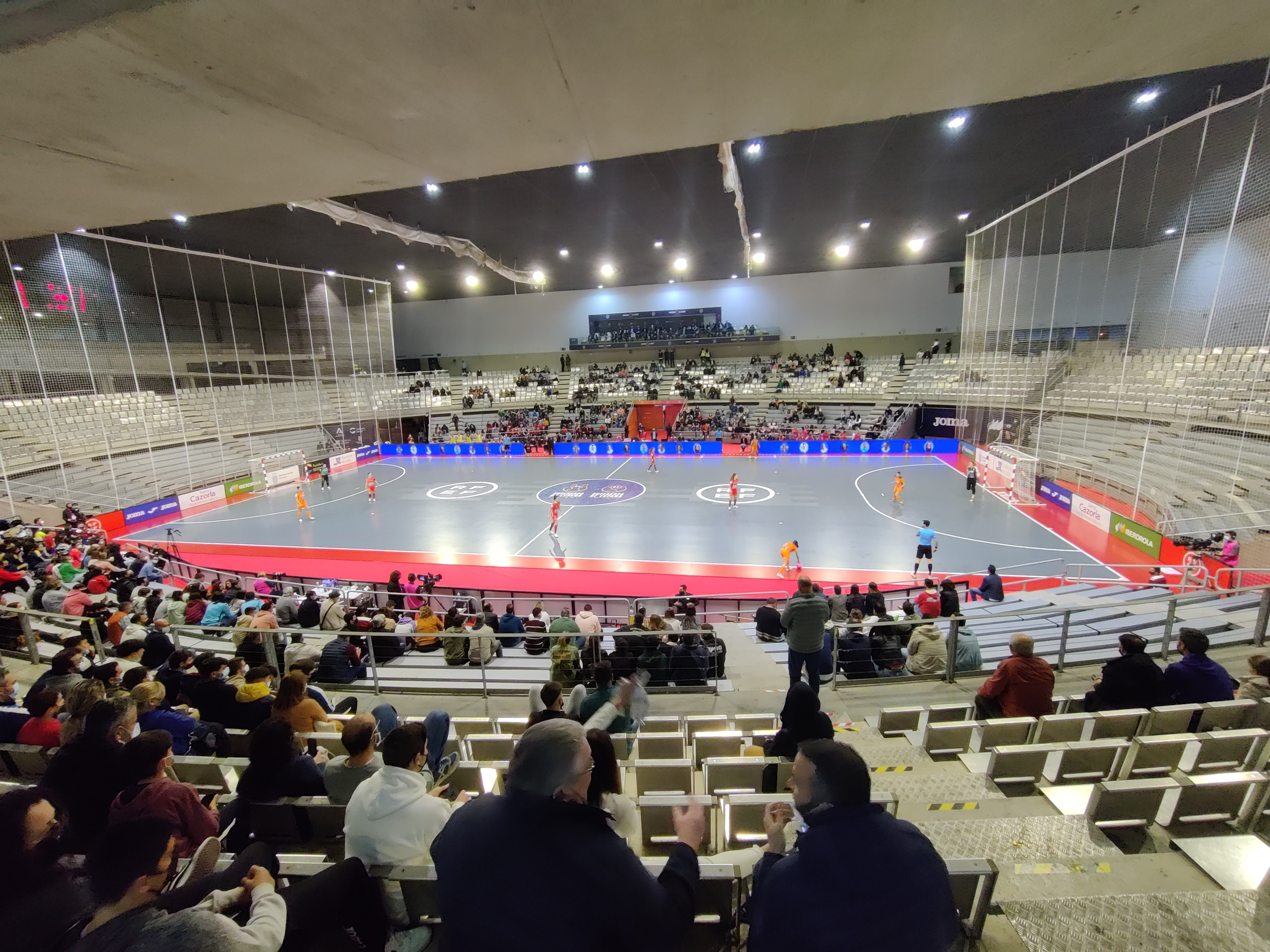
Final 2022

Las normas del torneo establecen que cada vez que un club vence la competición tres veces seguidas o cinco alternas, y antes de que otro club lo logre, recibe el trofeo en propiedad, y a partir de la edición siguiente se disputa la posesión de uno nuevo. Entretanto, cada vencedor recibe una réplica del mismo. Solamente uno de los campeones tiene el trofeo en posesión.

### Clasificación histórica
Actualizado hasta la edición de la temporada 2024 incluida.
| Pos. | Equipo                      | Part. | J. | G. | E. | P. | GF. | GP. | Dif. | Ptos. | Tit. |
| ---- | --------------------------- | ----- | -- | -- | -- | -- | --- | --- | ---- | ----- | ---- |
| 1    | Futsi Atlético Navalcarnero | 14    | 18 | 9  | 4  | 6  | 57  | 48  | +9   | 29    | 7    |
| 2    | Burela Pescados Rubén       | 8     | 13 | 7  | 3  | 3  | 33  | 28  | +5   | 24    | 6    |
| 3    | Femesala Elche              | 5     | 6  | 4  | 0  | 2  | 26  | 21  | +5   | 12    | 3    |
| 4    | FSF Móstoles                | 4     | 4  | 2  | 0  | 2  | 10  | 13  | -3   | 6     | 2    |
| 5    | Ponte Ourense               | 2     | 3  | 1  | 1  | 1  | 9   | 8   | +1   | 4     | 1    |
| 6    | Cajasur Deportivo Córdoba   | 2     | 2  | 1  | 0  | 1  | 4   | 3   | +1   | 3     | 1    |
| 7    | Torreblanca Melilla CF      | 1     | 2  | 1  | 0  | 1  | 7   | 7   | 0    | 3     | -    |
| 8    | FSF UCAM Murcia             | 3     | 4  | 1  | 0  | 3  | 14  | 18  | -4   | 3     | 1    |
| 9    | Roldán FSF                  | 3     | 2  | 0  | 2  | 0  | 8   | 14  | -6   | 2     | -    |
| 10   | Poio Pescamar FS            | 2     | 3  | 0  | 1  | 2  | 2   | 5   | -3   | 1     | -    |
| 11   | AD Alcorcón FSF             | 1     | 1  | 0  | 0  | 1  | 3   | 4   | -1   | 0     | -    |
| 12   | Preconte Telde              | 1     | 1  | 0  | 0  | 1  | 5   | 7   | -2   | 0     | -    |

## Palmarés
| Equipo                       | Títulos | Años campeonatos                                |
| ---------------------------- | ------- | ----------------------------------------------- |
| Atlético Madrid Navalcarnero | 8       | 2008, 2012, 2013, 2014, 2016, 2017, 2018 y 2025 |
| Pescados Rubén Burela        | 6       | 2015, 2019, 2020, 2021, 2022 y 2023             |
| Femesala Elche               | 3       | 2003, 2004 y 2007                               |
| FSF Móstoles                 | 2       | 2006 y 2010                                     |
| FSF UCAM Murcia              | 1       | 2005                                            |
| Cajasur Deportivo Córdoba    | 1       | 2009                                            |
| Ponte Ourense                | 1       | 2011                                            |